# Niels Jakobsen (Ulfeldt)
Niels Jakobsen Ulfeldt (død 18. januar 1395) var biskop i Roskilde Domkirke.
Niels Jakobsen Ulfeldt stammede fra Skåne og nåede ved Valdemar Atterdags hjælp hurtig frem i den danske kirke; han kaldes først kongens klerk, senere hans råd. I 1356 blev han kannik i Roskilde, 1360 domprovst i Lund, og i 1368 efterfulgte han Henrik Gertsen som biskop i Roskilde. Efter Kong Valdemars død vandt dronning Margrethe 1. hans støtte for Oluf 2.s valg ved at tilbagegive København, som hendes far havde haft næsten hele sin regeringstid; til tak herfor skænkede hun bispestolen Nebbe Slot (ved Kattinge vest for Roskilde) og pantsatte til Niels Jacobsen Ulfeldt Sømme og Ramsø Herreder samt kongens tre fjerdedele af Roskilde By (1375). 
Siden deltog bispen i afgørelsen af alle vigtigere statssager, så længe han levede; I 1386 overværede han således det danehof i Nyborg, hvor Sønderjylland blev forlenet til Holstenerne. Om hans gejstlige styrelse vides der mindre. Sin fædrene ejendom i Villand Herred skænkede han til Lund Domkirke; også i København mindedes han ved en årtid, og i sin egen domkirke indstiftede han en daglig lovsang til den ubesmittede jomfrus ære, hvad der siges at have kostet ham 3.000 guldnobler. Han byggede også Skt. Laurentius kapel, hvori han siden blev begravet; den prægtige kobberplade, der blev lagt over graven, kendes nu kun gennem ældre tegninger. Niels Jakobsen Ulfeldt døde 18. januar 1395